# Городские населённые пункты Удмуртии
Удмуртия включает 6 городских населённых пунктов — все они города, среди которых выделяются:
- 5 городов республиканского значения (в списке выделены оранжевым цветом) — в рамках организации местного самоуправления образуют городские округа,
- 1 город районного значения (в рамках организации местного самоуправления входит в одноимённый муниципальный округ).

## Города
| № | название | район / город республиканского значения | население (чел.) | основание / первое упоминание | статус города | герб | прежние названия                                  |
| - | -------- | --------------------------------------- | ---------------- | ----------------------------- | ------------- | ---- | ------------------------------------------------- |
| 1 | Воткинск | город Воткинск                          | ↘96 037          | 1759                          | 1935          |      | Воткинский завод                                  |
| 2 | Глазов   | город Глазов                            | ↘87 762          | 1678                          | 1780          |      |                                                   |
| 3 | Ижевск   | город Ижевск                            | ↘618 776         | 1760                          | 1918          |      | до 1918 — Ижевский завод с 1984 до 1987 — Устинов |
| 4 | Камбарка | Камбарский район                        | ↘10 080          | 1767                          | 1945          |      |                                                   |
| 5 | Можга    | город Можга                             | ↘43 557          | 1835                          | 1926          |      | до 1924 — Сюгинский завод до 1929 — Красный       |
| 6 | Сарапул  | город Сарапул                           | ↘89 442          | 1621                          | 1780          |      | Вознесенское                                      |

## Посёлки городского типа
Посёлки городского типа в Удмуртии отсутствуют с 2012 года.

### Бывшие пгт
- Балезино — пгт с 1938 года. Преобразован в сельский населённый пункт в 2012 году.
- Валамаз — пгт с 1927 года. Преобразован в сельский населённый пункт в 1992 году.
- Воткинск — пгт с 1926 года. Преобразован в город в 1935 году.
- Игра — пгт с 1954 года. Преобразован в сельский населённый пункт в 2012 году.
- Кама — пгт с 1942 года. Первоначально назывался Бутыш. Преобразован в сельский населённый пункт в 2004 году.
- Камбарка — пгт с 1936 года. Преобразован в город в 1945 году.
- Кез — пгт с 1942 года. Преобразован в сельский населённый пункт в 2008 году.
- Кизнер — пгт с 1942 года. Преобразован в сельский населённый пункт в 2007 году[9].
- Кильмезь — пгт с 1958 года. Преобразован в сельский населённый пункт в 1992 году.
- Новый — пгт с 1989 года. Преобразован в сельский населённый пункт в 2012 году.
- Пугачёво — пгт с 1958 года. Преобразован в сельский населённый пункт в 1995 году.
- Пудем — пгт с 1951 года. Преобразован в сельский населённый пункт в 2005 году[10].
- Пычас — пгт с 1960 года. Преобразован в сельский населённый пункт в 1997 году.
- Симониха — пгт с 1949 года. Включён в состав города Сарапул в 1992 году.
- Ува — пгт с 1938 года. Преобразован в сельский населённый пункт в 2012 году.
- Факел — пгт с 1927 года. Первоначально назывался Сергиевский. Преобразован в сельский населённый пункт в 2004 году.
- Чур — пгт с 1943 года. Преобразован в сельский населённый пункт в 1991 году.
- Яр — пгт с 1938 года. Преобразован в сельский населённый пункт в 2010 году[11].